# Президентски избори в България (2021)
Президентските избори през 2021 година са избори за президент и вицепрезидент на Република България, Действащият държавен глава Румен Радев се явява като кандидат-президент, благодарение на правото на втори мандат, което Конституцията позволява. Изборите се провеждат на 14 ноември 2021 г. (първи тур) – в същия ден с  парламентарните избори – а на 21 ноември 2021  г. се провежда и балотажът на Президентските избори. Изборите са спечелени отново от Румен Радев – независим кандидат, подкрепен от БСП, с резултат 66,72%. Той е вторият кандидат-президент избран последователно за поста след Георги Първанов (2002-2012). На второ място остана независимият и подкрепен от ГЕРБ Анастас Герджиков с 31,80%

## Kандидати

### Партийни и независими кандидати
| Име, възраст и партия на кандидата                                                                                          | Име, възраст и партия на кандидата | Име, възраст и партия на кандидата | Подкрепа | Подкрепа  | Подкрепа      | №  | Заемани обществени длъжности | Детайли |
| --- | ---------------------------------- | ---------------------------------- | -------- | --------- | ------------- | -- | --- | --- |
| Йоло Денев (85 г.) Независим Марио Филев (55 г.) Независим                                                                  |                                    | Йоло Денев                         |          | –         | [ 1 ]         | 1  | – | Обявява, че се кандидатира на 21 септември 2021 г. |
| Николай Малинов (56 г.) Русофили за възраждане на Отечеството Светлана Косева (45 г.) Русофили за възраждане на Отечеството |                                    | Николай Малинов                    |          | РВО       | [ 2 ]         | 2  | Народен представител в: XL НС XLII НС | Обявява, че ще се кандидатира на 29 септември 2021 г. |
| Росен Миленов (45 г.) Независим Иван Иванов (50 г.) Независим                                                               |                                    |                                    |          | –         | –             | 3  | – | Обявява, че ще се кандидатира на 16 септември 2021 г. |
| Валери Симеонов (70 г.) НФСБ Цветан Манчев (59 г.) БДС „Радикали“                                                           |                                    | Валери Симеонов                    |          | НФСБ      | [ 3 ]         | 4  | Зам.-председател на Министерския съвет (2017 г. – 2018 г.) Други - Народен представител в: XLIII НС XLIV НС | Обявява, че се кандидатира на 2 октомври 2021 г. |
| Валери Симеонов (70 г.) НФСБ Цветан Манчев (59 г.) БДС „Радикали“                                                           | БНДС                               | Валери Симеонов                    |          |           | [ 3 ]         | 4  | Зам.-председател на Министерския съвет (2017 г. – 2018 г.) Други - Народен представител в: XLIII НС XLIV НС | Обявява, че се кандидатира на 2 октомври 2021 г. |
| Валери Симеонов (70 г.) НФСБ Цветан Манчев (59 г.) БДС „Радикали“                                                           | БДСР                               | Валери Симеонов                    |          |           | [ 3 ]         | 4  | Зам.-председател на Министерския съвет (2017 г. – 2018 г.) Други - Народен представител в: XLIII НС XLIV НС | Обявява, че се кандидатира на 2 октомври 2021 г. |
| Костадин Костадинов (46 г.) Възраждане Елена Гунчева (54 г.) Възраждане                                                     |                                    | Костадинов                         |          | Възр.     | [ 4 ]         | 5  | Общински съветник на Варна (2019 г. – до момента) Други - Директор на Регионален исторически музей (Добрич) от 2013 до 2017 г. | Обявява, че се кандидатира на 22 септември 2021 г. |
| Румен Радев (62 г.) Независим Илияна Йотова (60 г.) Независима                                                              |                                    | Румен Радев                        |          | ИТН       | [ 5 ]         | 6  | Президент на Република България (2017 г. – до момента) Други - Началник-щаб на авиобаза Граф Игнатиево от 2000 до 2005 г. - Командир на авиобаза Граф Игнатиево от 2005 до 2009 г. - Заместник-началник на щаба по подготовката на Военновъздушните сили от 2009 до 2014 г. - Командир на Военновъздушните сили от 2014 до 2016 г. | Обявява, че ще се кандидатира за втори мандат като президент, с Илияна Йотова като вицепрезидент, на 1 февруари 2021 г. Подкрепата за кандидатурата му от страна на Заедно за промяна е оттеглена на 10 септември 2021 г. |
| Румен Радев (62 г.) Независим Илияна Йотова (60 г.) Независима                                                              |                                    | Румен Радев                        | ИС.БГ    | [ 8 ]     |               | 6  | Президент на Република България (2017 г. – до момента) Други - Началник-щаб на авиобаза Граф Игнатиево от 2000 до 2005 г. - Командир на авиобаза Граф Игнатиево от 2005 до 2009 г. - Заместник-началник на щаба по подготовката на Военновъздушните сили от 2009 до 2014 г. - Командир на Военновъздушните сили от 2014 до 2016 г. | Обявява, че ще се кандидатира за втори мандат като президент, с Илияна Йотова като вицепрезидент, на 1 февруари 2021 г. Подкрепата за кандидатурата му от страна на Заедно за промяна е оттеглена на 10 септември 2021 г. |
| Румен Радев (62 г.) Независим Илияна Йотова (60 г.) Независима                                                              |                                    | Румен Радев                        | МИР      | [ 9 ]     |               | 6  | Президент на Република България (2017 г. – до момента) Други - Началник-щаб на авиобаза Граф Игнатиево от 2000 до 2005 г. - Командир на авиобаза Граф Игнатиево от 2005 до 2009 г. - Заместник-началник на щаба по подготовката на Военновъздушните сили от 2009 до 2014 г. - Командир на Военновъздушните сили от 2014 до 2016 г. | Обявява, че ще се кандидатира за втори мандат като президент, с Илияна Йотова като вицепрезидент, на 1 февруари 2021 г. Подкрепата за кандидатурата му от страна на Заедно за промяна е оттеглена на 10 септември 2021 г. |
| Румен Радев (62 г.) Независим Илияна Йотова (60 г.) Независима                                                              |                                    | Румен Радев                        | БСП      | [ 10 ]    |               | 6  | Президент на Република България (2017 г. – до момента) Други - Началник-щаб на авиобаза Граф Игнатиево от 2000 до 2005 г. - Командир на авиобаза Граф Игнатиево от 2005 до 2009 г. - Заместник-началник на щаба по подготовката на Военновъздушните сили от 2009 до 2014 г. - Командир на Военновъздушните сили от 2014 до 2016 г. | Обявява, че ще се кандидатира за втори мандат като президент, с Илияна Йотова като вицепрезидент, на 1 февруари 2021 г. Подкрепата за кандидатурата му от страна на Заедно за промяна е оттеглена на 10 септември 2021 г. |
| Румен Радев (62 г.) Независим Илияна Йотова (60 г.) Независима                                                              |                                    | Румен Радев                        | Волт     | [ 11 ]    |               | 6  | Президент на Република България (2017 г. – до момента) Други - Началник-щаб на авиобаза Граф Игнатиево от 2000 до 2005 г. - Командир на авиобаза Граф Игнатиево от 2005 до 2009 г. - Заместник-началник на щаба по подготовката на Военновъздушните сили от 2009 до 2014 г. - Командир на Военновъздушните сили от 2014 до 2016 г. | Обявява, че ще се кандидатира за втори мандат като президент, с Илияна Йотова като вицепрезидент, на 1 февруари 2021 г. Подкрепата за кандидатурата му от страна на Заедно за промяна е оттеглена на 10 септември 2021 г. |
| Румен Радев (62 г.) Независим Илияна Йотова (60 г.) Независима                                                              |                                    | Румен Радев                        | ПП       | [ 12 ]    |               | 6  | Президент на Република България (2017 г. – до момента) Други - Началник-щаб на авиобаза Граф Игнатиево от 2000 до 2005 г. - Командир на авиобаза Граф Игнатиево от 2005 до 2009 г. - Заместник-началник на щаба по подготовката на Военновъздушните сили от 2009 до 2014 г. - Командир на Военновъздушните сили от 2014 до 2016 г. | Обявява, че ще се кандидатира за втори мандат като президент, с Илияна Йотова като вицепрезидент, на 1 февруари 2021 г. Подкрепата за кандидатурата му от страна на Заедно за промяна е оттеглена на 10 септември 2021 г. |
| Румен Радев (62 г.) Независим Илияна Йотова (60 г.) Независима                                                              |                                    | Румен Радев                        | АБВ      | [ 13 ]    |               | 6  | Президент на Република България (2017 г. – до момента) Други - Началник-щаб на авиобаза Граф Игнатиево от 2000 до 2005 г. - Командир на авиобаза Граф Игнатиево от 2005 до 2009 г. - Заместник-началник на щаба по подготовката на Военновъздушните сили от 2009 до 2014 г. - Командир на Военновъздушните сили от 2014 до 2016 г. | Обявява, че ще се кандидатира за втори мандат като президент, с Илияна Йотова като вицепрезидент, на 1 февруари 2021 г. Подкрепата за кандидатурата му от страна на Заедно за промяна е оттеглена на 10 септември 2021 г. |
| Румен Радев (62 г.) Независим Илияна Йотова (60 г.) Независима                                                              |                                    | Румен Радев                        | Д21      | [ 14 ]    |               | 6  | Президент на Република България (2017 г. – до момента) Други - Началник-щаб на авиобаза Граф Игнатиево от 2000 до 2005 г. - Командир на авиобаза Граф Игнатиево от 2005 до 2009 г. - Заместник-началник на щаба по подготовката на Военновъздушните сили от 2009 до 2014 г. - Командир на Военновъздушните сили от 2014 до 2016 г. | Обявява, че ще се кандидатира за втори мандат като президент, с Илияна Йотова като вицепрезидент, на 1 февруари 2021 г. Подкрепата за кандидатурата му от страна на Заедно за промяна е оттеглена на 10 септември 2021 г. |
| Румен Радев (62 г.) Независим Илияна Йотова (60 г.) Независима                                                              |                                    | Румен Радев                        | ССД      | [ 15 ]    |               | 6  | Президент на Република България (2017 г. – до момента) Други - Началник-щаб на авиобаза Граф Игнатиево от 2000 до 2005 г. - Командир на авиобаза Граф Игнатиево от 2005 до 2009 г. - Заместник-началник на щаба по подготовката на Военновъздушните сили от 2009 до 2014 г. - Командир на Военновъздушните сили от 2014 до 2016 г. | Обявява, че ще се кандидатира за втори мандат като президент, с Илияна Йотова като вицепрезидент, на 1 февруари 2021 г. Подкрепата за кандидатурата му от страна на Заедно за промяна е оттеглена на 10 септември 2021 г. |
| Румен Радев (62 г.) Независим Илияна Йотова (60 г.) Независима                                                              |                                    | Румен Радев                        | ОБТ      | [ 16 ]    |               | 6  | Президент на Република България (2017 г. – до момента) Други - Началник-щаб на авиобаза Граф Игнатиево от 2000 до 2005 г. - Командир на авиобаза Граф Игнатиево от 2005 до 2009 г. - Заместник-началник на щаба по подготовката на Военновъздушните сили от 2009 до 2014 г. - Командир на Военновъздушните сили от 2014 до 2016 г. | Обявява, че ще се кандидатира за втори мандат като президент, с Илияна Йотова като вицепрезидент, на 1 февруари 2021 г. Подкрепата за кандидатурата му от страна на Заедно за промяна е оттеглена на 10 септември 2021 г. |
| Румен Радев (62 г.) Независим Илияна Йотова (60 г.) Независима                                                              |                                    | Румен Радев                        | ПДС      | [ 17 ]    |               | 6  | Президент на Република България (2017 г. – до момента) Други - Началник-щаб на авиобаза Граф Игнатиево от 2000 до 2005 г. - Командир на авиобаза Граф Игнатиево от 2005 до 2009 г. - Заместник-началник на щаба по подготовката на Военновъздушните сили от 2009 до 2014 г. - Командир на Военновъздушните сили от 2014 до 2016 г. | Обявява, че ще се кандидатира за втори мандат като президент, с Илияна Йотова като вицепрезидент, на 1 февруари 2021 г. Подкрепата за кандидатурата му от страна на Заедно за промяна е оттеглена на 10 септември 2021 г. |
| Горан Благоев (58 г.) Републиканци за България Ивелина Георгиева-Стойнова (56 г.) Независима                                |                                    |                                    |          | НОД       | [ 18 ]        | 7  | | Обявява, че ще се кандидатира на 10 октомври 2021 г. |
| Благой Петревски (55 г.) БСДД Севина Хаджийска (44 г.) БСДД                                                                 |                                    |                                    |          | БСДД      |               | 8  | | |
| Марина Малчева (52 г.) Независима Савина Луканова (45 г.) Независима                                                        |                                    |                                    |          |           |               | 9  | | |
| Александър Томов (71 г.) Българска социалдемокрация Лъчезар Аврамов (72 г.) Българска социалдемокрация                      |                                    | Томов                              |          | ЗЗП       | [ 19 ]        | 10 | Зам.-председател на Министерския съвет (1990 г. – 1991 г.) Други - Народен представител в: VII ВНС XXXVI НС XXXVIII НС | Обявява, че се кандидатира на 10 септември 2021 г. |
| Волен Сидеров (69 г.) Атака Магдалена Ташева (72 г.) Атака                                                                  |                                    | Волен Сидеров                      |          | Атака     | [ 20 ]        | 11 | Народен представител в: XL НС XLI НС XLII НС XLIII НС XLIV НС Други - Общински съветник в Столична община от 2019 до 2021 г. | Обявява, че се кандидатира на 29 септември 2021 г. |
| Боян Расате (53 г.) БНС-НД Елена Ваташка (58 г.) БНС-НД                                                                     |                                    | Боян Расате                        |          | БНС-НД    | [ 21 ]        | 12 | – | Обявява, че ще се кандидатира на 2 октомври 2021 г. |
| Жельо Желев (58 г.) Общество за нова България Калин Крулев (55 г.) Общество за нова България                                |                                    |                                    |          | ОНБ       |               | 13 | | |
| Светослав Витков (54 г.) Глас народен Веселин Белоконски (51 г.) Глас народен                                               |                                    |                                    |          | ГН        | [ 22 ]        | 14 | Общински съветник в Столична община (2015 г. – 2019 г.) | Обявява, че се кандидатира на 30 септември 2021 г. |
| Анастас Герджиков (62 г.) Независим Невяна Митева-Матеева (55 г.) Независима                                                |                                    | Анастас Герджиков                  |          | ГЕРБ      | [ 23 ]        | 15 | Ректор на СУ „Св. Климент Охридски“ (2015 г. – до момента) Други - Заместник-министър на образованието от 2001 до 2003 г. | Обявява, че се кандидатира на 1 октомври 2021 г. |
| Анастас Герджиков (62 г.) Независим Невяна Митева-Матеева (55 г.) Независима                                                |                                    | Анастас Герджиков                  | СДС      | [ 24 ]    |               | 15 | Ректор на СУ „Св. Климент Охридски“ (2015 г. – до момента) Други - Заместник-министър на образованието от 2001 до 2003 г. | Обявява, че се кандидатира на 1 октомври 2021 г. |
| Анастас Герджиков (62 г.) Независим Невяна Митева-Матеева (55 г.) Независима                                                |                                    | Анастас Герджиков                  | БЗНС     | [ 25 ]    |               | 15 | Ректор на СУ „Св. Климент Охридски“ (2015 г. – до момента) Други - Заместник-министър на образованието от 2001 до 2003 г. | Обявява, че се кандидатира на 1 октомври 2021 г. |
| Анастас Герджиков (62 г.) Независим Невяна Митева-Матеева (55 г.) Независима                                                |                                    | Анастас Герджиков                  | ДГ       | [ 26 ]    |               | 15 | Ректор на СУ „Св. Климент Охридски“ (2015 г. – до момента) Други - Заместник-министър на образованието от 2001 до 2003 г. | Обявява, че се кандидатира на 1 октомври 2021 г. |
| Луна Йорданова (54 г.) Независима Иглена Илиева (54 г.) Независима                                                          |                                    |                                    |          | –         | [ 27 ] [ 28 ] | 16 | – | Обявява, че се кандидатира на 27 септември 2021 г. |
| Мустафа Карадайъ (55 г.) ДПС Искра Михайлова (67 г.) ДПС                                                                    |                                    | Мустафа Карадайъ                   |          | ДПС       | [ 29 ]        | 17 | Народен представител в: XLIII НС XLIV НС XLV НС XLVI НС | Обявява, че ще се кандидатира на 10 октомври 2021 г. |
| Цвета Кирилова (46 г.) Независима Георги Тутанов (48 г.) Независим                                                          |                                    |                                    |          | –         | [ 30 ]        | 18 | – | Обявава, че се кандидатира на 21 август 2021 г. |
| Лозан Панов (54 г.) Независим Мария Касимова-Моасе (55 г.) Независима                                                       |                                    |                                    |          | ДБ        | [ 31 ]        | 19 | Председател на Върховния касационен съд (2015 г. – до момента) | Обявява, че се кандидатира на 1 октомври 2021 г. |
| Мария Колева (63 г.) „Правото“ Ганчо Попов (94 г.) „Правото“                                                                |                                    |                                    |          | „Правото“ |               | 20 | | |
| Милен Михов (64 г.) ВМРО Мария Цветкова (50 г.) ВМРО                                                                        |                                    |                                    |          | ВМРО      | [ 32 ]        | 21 | | Обявява, че ще се кандидатира на 10 октомври 2021 г. |
| Георги Георгиев (45 г.) Българско национално обединение Стоян Цветков (45 г.) Българско национално обединение               |                                    |                                    |          | БНО       |               | 22 | | |
| Веселин Марешки (58 г.) Воля Полина Цанкова-Христова (48 г.) Воля                                                           |                                    |                                    |          | Воля      |               | 23 | Зам.-председател на Народното събрание (2017 – 2021 г.) | |
| Бележка: Възрастта се определя спрямо датата на обявяване на списъка с кандидати от ЦИК.                                    |                                    |                                    |          |           |               |    | | |

### Отказали се потенциални кандидати
Преди започването на предизборната кампания и регистрацията на кандидатите в ЦИК са коментирани различни имена на политици и бивши президенти – политикът Бойко Борисов (ГЕРБ), дипломатът Николай Младенов (ГЕРБ), телевизионният водещ и политик Слави Трифонов (ИТН), президентите Георги Първанов (АБВ) и Петър Стоянов и др.

## Социологични проучвания
| Източник                      | Дата                     | Румен Радев | Анастас Герджиков | Мустафа Карадайъ | Лозан Панов | Костадин Костадинов | Луна Йорданова | Милен Михов | Веселин Марешки | Други | Не подкрепям никого |
| ----------------------------- | ------------------------ | ----------- | ----------------- | ---------------- | ----------- | ------------------- | -------------- | ----------- | --------------- | ----- | ------------------- |
| Център за анализи и маркетинг | 14 октомври 2021 г.      | 49.5%       | 22.3%             | 9.1%             | 7.5%        | 1.7%                | 1%             | 0.7%        | –               | –     | –                   |
| Барометър България            | 13 – 18 октомври 2021 г. | 44.8%       | 27.3%             | 11.2%            | 6.8%        | 1.9%                | –              | 3%          | –               | 4.9%  | –                   |
| Gallup                        | 21 октомври 2021 г.      | 51.2%       | 22.5%             | 7.9%             | 6.2%        | 3.1%                | –              | 1.6%        | 1.1%            | 3.7%  | 2.7%                |
| Market and Media Links        | 2 – 7 ноември 2021 г.    | 46.7%       | 25.6%             | 10.3%            | 7.7%        | 2.6%                | 1.3%           | –           | –               | 5%    | –                   |

## Резултати
| Източник       | Румен Радев | Анастас Герджиков | Мустафа Карадайъ | Костадин Костадинов | Лозан Панов | Не подкрепям никого | Луна Йорданова | Волен Сидеров | Светослав Витков | Милен Михов | Росен Миленов | Горан Благоев | Веселин Марешки | Валери Симеонов |
| -------------- | ----------- | ----------------- | ---------------- | ------------------- | ----------- | ------------------- | -------------- | ------------- | ---------------- | ----------- | ------------- | ------------- | --------------- | --------------- |
| results.cik.bg | 49.42%      | 22.83%            | 11.57%           | 3.92%               | 3.68%       | 2.27%               | 0.81%          | 0.55%         | 0.52%            | 0.50%       | 0.47%         | 0.46%         | 0.39%           | 0.32%           |